# Albert Chaubard
Pour les articles homonymes, voir Chaubard.
Albert Chaubard, né le 11 mars 1937 à Bezons et mort le 23 septembre 2023 à Antibes est un homme politique français.

## Détail des fonctions et des mandats
Mandat parlementaire
- 21 juin 1981 - 1er avril 1986 : Député de la 2e circonscription de l'Allier